# Per Malling
Per Malling est un ancien pilote de rallyes norvégien.

## Biographie
Malling remporta la 26e édition du Rallye Monte-Carlo, en 1955 sur Sunbeam-Talbot Mk III 90 classe 1, avec alors pour copilote son compatriote Gunnar Fadum (départ du parcours de concentration d'Oslo), et il fit ses débuts dans cette même compétition en 1952.
Sa carrière automobile débuta en 1950 dans les pays scandinaves, pour s'achever en 1956.

## Autres résultats en compétitions
- 1er en classe B du rallye d'Oslo 1951 sur Citroën 11 Sport (copilote G. Grønn);
- 5ede la course sur glace Øostenjøvannet 1956, sur Panhard Dyna Z 851;
- 6e du rallye vicking en septembre 1952, sur Citroën 11 Sport (copilote G.L.Orøn);
- 9e du rallye Monte-Carlo en 1956, sur Panhard Dyna 851 (copilote L.Jensen - départ de concentration de Stockholm);
- 6e en classe C du rallye de Norvège 1950, sur Citroën 11 Sport (copilote E.Nørregaard).